# Пюльверсайм
Пюльверса́йм (фр. Pulversheim) — коммуна на северо-востоке Франции в регионе Гранд-Эст (бывший Эльзас — Шампань — Арденны — Лотарингия), департамент Верхний Рейн, округ Мюлуз, кантон Виттенем. До марта 2015 года коммуна административно входила в состав кантона Энсисем (округ Гебвиллер).
Площадь коммуны — 8,56 км², население — 2744 человека (2006) с тенденцией к росту: 2925 человек (2012), плотность населения — 341,7 чел/км².

## Население
Численность населения коммуны в 2011 году составляла 2910 человек, а в 2012 году — 2925 человек.
| 1962 | 1968 | 1975 | 1982 | 1990 | 1999 | 2006 | 2008 | 2011 | 2012 |
| ---- | ---- | ---- | ---- | ---- | ---- | ---- | ---- | ---- | ---- |
| 1747 | 1876 | 2130 | 2006 | 2021 | 2266 | 2744 | 2829 | 2910 | 2925 |

Динамика населения:

## Экономика
В 2010 году из 1862 человек трудоспособного возраста (от 15 до 64 лет) 1436 были экономически активными, 426 — неактивными (показатель активности 77,1 %, в 1999 году — 68,5 %). Из 1436 активных трудоспособных жителей работали 1311 человек (683 мужчины и 628 женщин), 125 числились безработными (57 мужчин и 68 женщин). Среди 426 трудоспособных неактивных граждан 158 были учениками либо студентами, 155 — пенсионерами, а ещё 113 — были неактивны в силу других причин.
На протяжении 2011 года в коммуне числилось 1137 облагаемых налогом домохозяйств, в которых проживало 2886,5 человек. При этом медиана доходов составила 21533 евро на одного налогоплательщика.

## Достопримечательности (фотогалерея)

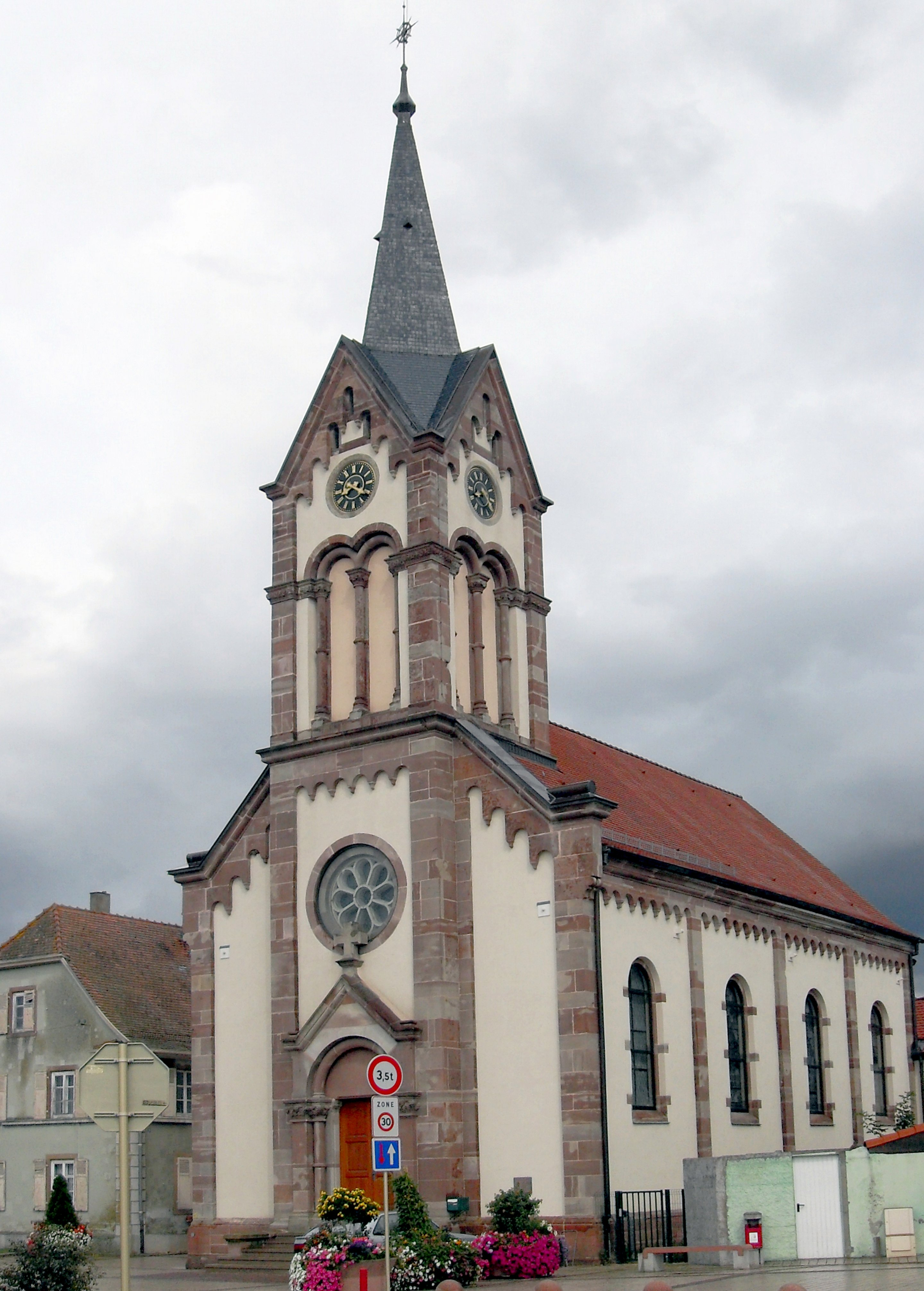
Церковь Сен-Этьен